# Soapland
Sōpurando o soapland (ソープランド?)  es una palabra japonesa que denomina a un tipo de prostíbulo en donde los hombres pueden ser bañados y pueden bañar a prostitutas. (Existen muy pocos soapland dirigidos a mujeres). El nombre proviene de la palabra en inglés "soap" y "land".

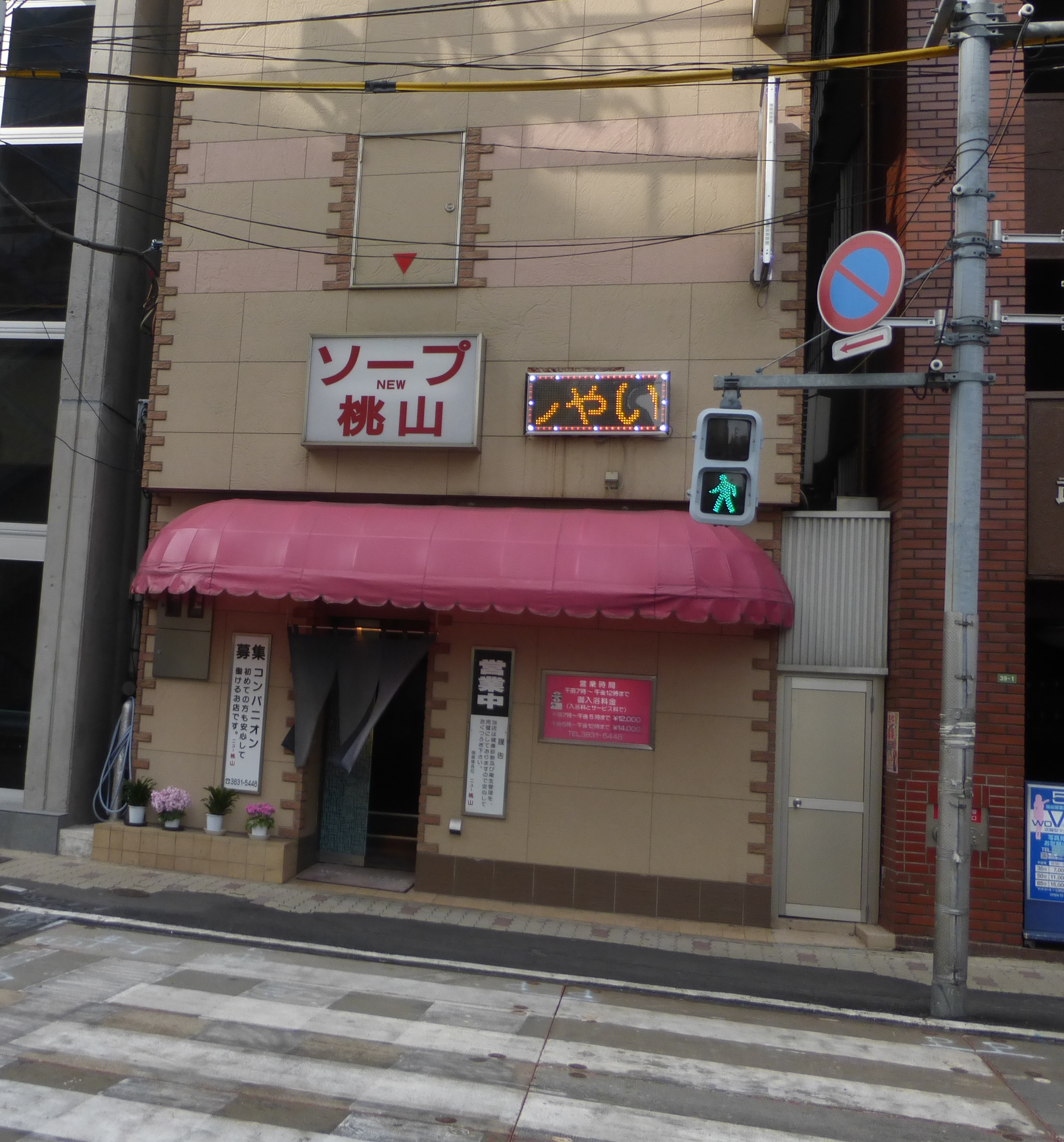
Exterior de un establecimiento Soapland,

Los soapland eran originalmente llamados toruko (トルコ turco?), una forma abreviada de la palabra baño turco. Luego de que un erudito Turco con el nombre Nusret Sancakli iniciara una campaña para denuciar las empleadas turcas y los llamados baños turcos donde trabajaban, el término "soapland" fue adoptado tras la realización de un concurso nacional para renombrar a los prostíbulos. Además la prostitución fue declarada ilegal por más de cincuenta años en Japón, esta supuesta ilegalidad viene acompañada de una aplicación algo superficial del término (por ejemplo, la definición de "prostitución" por alguna razón no se extiende a un "acuerdo privado" llegado entre un hombre y una mujer en un prostíbulo), y por tanto los soaplands fueron comunes a lo largo del país.
El histórico distrito de entretenimiento de Tokio, Yoshiwara, continua asociada con el Fuuzoku y tiene la mayor concentración de soaplands en Tokio.